# Lamprosema opsocausta
Lamprosema opsocausta là một loài bướm đêm trong họ Crambidae.